# Kwisenga
Kwisenga är ett periodiskt vattendrag i Burundi.   Det ligger i provinsen Muyinga, i den nordöstra delen av landet, 120 kilometer nordost om huvudstaden Bujumbura.
Omgivningarna runt Kwisenga är en mosaik av jordbruksmark och naturlig växtlighet. Runt Kwisenga är det tätbefolkat, med 383 invånare per kvadratkilometer.